# Таранчук
Таранчук — українська страва, що готується зі свіжої свинини, а саме: шматків м'яса, сала з м'ясною прожилкою та нирок, попередньо вимочених у воді 2–3 години. Після розбору свинячої тушки, попередньо обжарюється на сковорідці 10–15 хвилин, після чого тушкується в печі 30–45 хвилин.
За традицією скуштувати цю страву кличуть всіх родичів та близьких. Назва в такому виді поширена в Чернігівській і Київській областях.